# مریلین وایت
مریلین وایت (انگلیسی: Marilyn White؛ زادهٔ october ۱۷, ۱۹۴۴ (۸۰ سال)) ورزشکار دو و میدانی اهل ایالات متحده آمریکا است.
وی در مسابقات کشوری و بین‌المللی در مجموع برندهٔ ۱ مدال نقره، ۱ مدال برنز شده‌است.